# Комишувате (Маріупольський район)
Комишува́те — село Мангушської селищної громади Маріупольського району Донецької області.

## Загальні відомості
Відстань до центру громади становить близько 12 км і проходить автошляхом E58. Комишувате колишній центр сільської ради, розташоване за 33 км від залізничної станції Маріуполь. Населення — 844 особи. Сільській раді були підпорядковані також населені пункти Дем'янівка, Українка.
У селі розміщена центральна садиба колгоспу їм. Чапаева, основний виробничий напрям якого — вирощування зернових і технічних культур. Розвинуте м'ясо-молочне тваринництво. Розвивається така галузь виробництва, як птахівництво. Артіль мало 3604 га орної землі. Бригадир комплексної бригади М. В. Бердник удостоєний звання Героя Соціалістичної Праці.
На території Комишуватого — одинадцятирічна школа, клуб, бібліотека. У центрі села встановлено пам'ятник радянським воїнам, що полягли у вересні 1943 року в боях за визволення Комишуватого.
Заснували село азовські козаки, що поселилися тут у 1830 році. Назва його походить від річки Комишуватка, на берегах якої розташоване село. 1921 року виник КНС, 1925 року було організовано комуну «Зірка».

## Населення
Згідно з переписом УРСР 1989 року чисельність наявного населення села становила 851 особа, з яких 400 чоловіків та 451 жінка.
За переписом населення України 2001 року в селі мешкало 855 осіб.

### Мова
Розподіл населення за рідною мовою за даними перепису 2001 року:
| Мова       | Відсоток |
| ---------- | -------- |
| українська | 61,02 %  |
| російська  | 38,51 %  |
| вірменська | 0,12 %   |
| грецька    | 0,12 %   |
| молдовська | 0,12 %   |

## Постаті
- Бондаренко Владислав Олексійович (1997—2018) — сержант Збройних сил України, учасник російсько-української війни.
- Чіх Михайло Павлович (1921—1998) — радянський шахтар, двічі Герой Соціалістичної Праці.